# Gay Bar (singel)
"Gay Bar" to drugi singel Electric Six wydany 3 czerwca 2003 roku, promujący album Fire. Utwór tytułowy trwa 2 minuty 20 sekund. Jego brzmienie określane jest jako punkowe i garażowe, a w tekście pojawiają się odniesienia do seksu, tańca, wojny i bomby atomowej. W słowach piosenki pojawia się między innymi zwrot "Let's start a war/ start a nuclear war/ at the gay bar!"; ponieważ wydanie singla zbiegło się w czasie z inwazją wojsk amerykańskich na Irak, wersja radiowa zawierała w jego miejsce "Let's do an edit/ do a radio edit/ at the gay bar!". W teledysku słowa "nuclear war" zostały zastąpione dźwiękiem strzelania z bicza.

## Teledyski
Do utworu powstały dwa teledyski. Pierwszy, w reżyserii Toma Kuntza i Mike'a Maguire'a, przedstawiał wokalistę Dicka Valentine'a jako Prezydenta USA Abrahama Lincolna i jego sobowtórów.
Dick Valentine tak mówił o zdjęciach do teledysku:

Zdjęcia miały miejsce w kwietniu 2003 roku w Toronto w studio, w którym powstał film Wesleya Snipesa Murder at 1600. Dick Valentine jest jedynym głównym aktorem, ale potrzeba było wielu zastępców do ujęć z licznymi Abe'ami [Lincolnami]. Większość z nich przyznała, że nie mają pojęcia w co się wpakowali. Jeden z nich powiedział, że cieszy się, że nie jest Amerykaninem, bo nie mógłby już nigdy wydać pięciodolarowego banknotu.

Magazyny Q i Kerrang! uznały ten "Gay Bar" za Teledysk Roku. Drugi teledysk był montażem konferencji prasowej George'a W. Busha i Tony'ego Blaira i został umieszczony na oficjalnej stronie zespołu.

## Recenzje
Cały album Fire, otrzymał pozytywne recenzje między innymi czasopism Kerrang!, Rolling Stone i AllMusic. Recenzent magazynu Splendid  uznał, że utwór jest zbyt głupi by go komentować. Eric Carr z Pitchforka określił humor zawarty w "Gay Bar" jako "obrzydliwie sztubacki" (przywołując fragment tekstu: "I've got something to put in you/ At the gay bar"), uznając piosenkę za jeden ze słabszych punktów albumu.

## Spis utworów
1. "Gay Bar"
2. "Don't Be Afraid Of The Robot"
3. "Take Off Your Clothes"